# Antoine Fuqua
Antoine Fuqua, född 19 januari 1966 i Pittsburgh, Pennsylvania, är en amerikansk filmregissör och filmproducent, mest känd för att regisserat Training Day. Han är gift med modellen och skådespelerskan Lela Rochon.
Fuqua började sin karriär med att regissera musikvideor åt kända artister som Toni Braxton och Prince. Hans filmdebut kom 1998, då han fick regissera The Replacement Killers med Chow Yun-Fat och Mira Sorvino. Hans succé kom i 2001, där han regisserade Training Day, där Denzel Washington vann en Oscar för bästa manliga huvudroll och som även gjorde Fuqua till en känd regissör. Senare under 2004 var han tänkt för att regissera American Gangster, men hoppade av på grund av att Universal Pictures hade problem med filmbudgeten.

## Filmografi (urval)
- 2023 – The Equalizer 3
- 2021 – The Guilty
- 2015 – Southpaw
- 2013 – Olympus Has Fallen
- 2009 – Brooklyn's Finest
- 2007 – Shooter
- 2004 – King Arthur
- 2003 – Tears of the Sun
- 2001 – Training Day
- 2000 – Lockbete
- 1998 – The Replacement Killers